# Causas da Primeira Guerra Mundial e Atentado de Sarajevo
A Primeira Guerra Mundial (1914-1918) foi um dos conflitos mais devastadores da história, e suas causas são múltiplas e complexas. Entre os principais fatores que levaram ao conflito, destacam-se:
Causas da Primeira Guerra Mundial
1. Nacionalismo: A crescente rivalidade entre as potências europeias e o desejo de afirmação nacional, especialmente nos Bálcãs, onde diferentes grupos étnicos buscavam independência do Império Austro-Húngaro.
2. Imperialismo: A disputa por colônias e recursos na África e na Ásia gerou tensões entre as potências europeias, especialmente entre Alemanha, França e Reino Unido.
3. Militarismo: O aumento dos gastos militares e a corrida armamentista entre as grandes potências intensificaram o clima de guerra. A Alemanha e o Reino Unido, por exemplo, disputavam o domínio naval.
4. Sistema de Alianças: A formação de blocos militares criou um efeito dominó, onde um conflito localizado poderia envolver várias nações rapidamente. As principais alianças eram:
  - Tríplice Aliança: Alemanha, Áustria-Hungria e Itália (embora a Itália tenha mudado de lado em 1915).
  - Tríplice Entente: França, Reino Unido e Rússia.
5. Crise nos Bálcãs: A instabilidade na região, resultado do enfraquecimento do Império Otomano, gerou disputas entre Sérvia, Áustria-Hungria e outras nações.

O Atentado de Sarajevo (28 de junho de 1914): O Estopim da Guerra
O evento que desencadeou a Primeira Guerra Mundial foi o assassinato do arquiduque Francisco Ferdinando, herdeiro do trono austro-húngaro, por um grupo nacionalista sérvio.
Quem foi Francisco Ferdinando?
Francisco Ferdinando era o herdeiro do Império Austro-Húngaro e viajava para Sarajevo, na Bósnia, um território recém-anexado pela Áustria-Hungria. Ele era odiado pelos nacionalistas sérvios porque representava o domínio austríaco sobre os eslavos do sul.
Quem cometeu o assassinato?
O responsável pelo atentado foi Gavrilo Princip, um jovem de 19 anos ligado ao grupo secreto sérvio Mão Negra, que lutava pela unificação dos eslavos.
Como aconteceu o atentado?
1. Francisco Ferdinando e sua esposa, Sofia, visitavam Sarajevo em 28 de junho de 1914.
2. Pela manhã, um membro da Mão Negra jogou uma bomba no carro do arquiduque, mas ela errou o alvo e feriu outras pessoas.
3. O arquiduque decidiu mudar seu percurso para visitar os feridos.
4. [2]Ao fazer isso, o motorista pegou um caminho errado e, por coincidência, parou em frente a Gavrilo Princip.
5. Princip sacou sua pistola e atirou em Francisco Ferdinando e Sofia, matando os dois.

Consequências do Atentado: A Reação em Cadeia
O assassinato levou a uma série de eventos que resultaram na guerra:
1. Áustria-Hungria declarou guerra à Sérvia (28 de julho de 1914).
2. Rússia mobilizou suas tropas para proteger a Sérvia.
3. Alemanha declarou guerra à Rússia e à França.
4. Reino Unido entrou na guerra ao defender a Bélgica, que foi invadida pela Alemanha.

Em questão de dias, quase toda a Europa estava em guerra.
Conclusão
Embora o Atentado de Sarajevo tenha sido o estopim imediato da Primeira Guerra Mundial, o conflito foi causado por décadas de rivalidades imperialistas, nacionalismo exacerbado, militarismo e alianças perigosas. A guerra resultou em milhões de mortes e transformou o mapa político da Europa, levando ao colapso de impérios e plantando as sementes para a Segunda Guerra Mundial.
Referencias
- BBC Bitesize:  https://www.bbc.co.uk/bitesize/guides/z4n4j6f/revision/1
- History.com: https://www.history.com/topics/world-war-i/assassination-of-archduke-franz-ferdinand
- Encyclopaedia Britannica: https://www.britannica.com/event/World-War-I[3]

1. ↑  https://www.bbc.co.uk/bitesize/guides/z4n4j6f/revision/1 Em falta ou vazio |título= (ajuda)
2. ↑  https://www.history.com/topics/world-war-i/assassination-of-archduke-franz-ferdinand. Consultado em 3 de abril de 2025 Em falta ou vazio |título= (ajuda)
3. ↑  «Primeira Guerra Mundial». Consultado em 3 de abril de 2025